# (13385) 1998 XO79
(13385) 1998 XO79 è un asteroide troiano di Giove del campo greco. Scoperto nel 1998, presenta un'orbita caratterizzata da un semiasse maggiore pari a 5,237870 UA e da un'eccentricità di 0,044391, inclinata di 13,959506° rispetto all'eclittica. Ha un diametro di 36,053 km e un'albedo di 0,071.